# Друга Маріїнсько-Олександрівська жіноча гімназія
Друга Марії́нсько-Олекса́ндрівська жіноча гімна́зія — жіночий середній навчальний заклад Херсона.
Будівля гімназії було побудовано в 1896 році в стилі еклектизму романтичного напряму. Архітектурний комплекс включав навчальний корпус, пансіон зі сквером і гімназичну церкву Св. Олександри, побудовану в 1902 році. У 1858 році директор училищ Херсонської губернії Коленко, за підтримки губернатора Т. Ф. Панкратьєва, підняв питання про відкриття в Херсоні жіночої гімназії. Однак тоді було дано дозвіл лише на відкриття при повітовому училищі жіночої недільної школи, а завідування школою було доручено дружині директора училищ Коленко.
У 1862 році недільна школа, помітно зміцнивши своє становище, була перетворена в жіночу парафіяльну школу з постійним складом викладачів. Через рік, 8 грудня 1863 року, школа була перетворена в чотирикласну прогімназію. Завдяки дружній і згуртованій громадської підтримки прогімназія існувала цілком забезпечено. У 1867 році педагогічна рада прогімназії отримала право на те, аби цей навчальний заклад називався, в пам'ять про одруження спадкоємця цісаревича Олександра Олександровича і дружини його Марії Федорівни, Маріїнсько-Олександрівської. Першою начальницею прогімназії була А. Я. Максимова. У 1872 році був відкритий четвертий клас. Прогімназія перебувала у віданні піклувальної ради, що складався з місцевих викладачів середніх навчальних закладів та представників різних станів і товариств.
У 1874 році для практичної підготовки до виконання обов'язків вчительок в початкових школах, при прогімназії був відкритий педагогічний курс.
У теперішній час будівля колишньої гімназії належить Херсонському державному університету.